# Santuari de Lorda

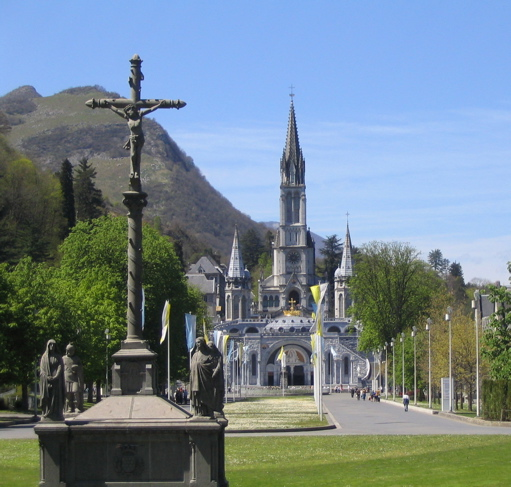
El Santuari de Lorda.

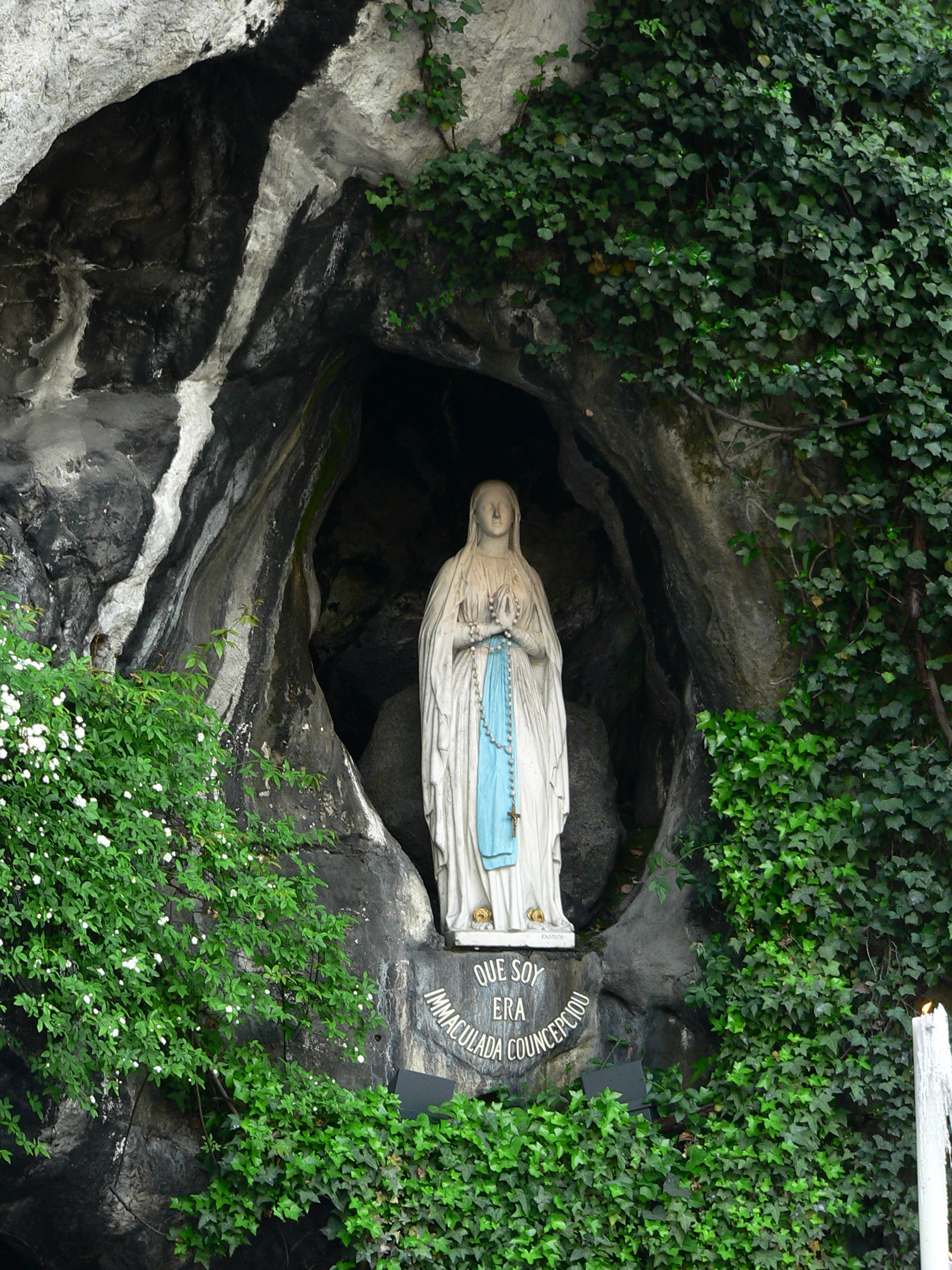
La Mare de Déu de Lorda (Lourdes en francès).

El Santuari de Lorda (Lourdes en francès) és un centre de pelegrinatge d'ençà que Bernadeta Soubirous afirmà, el 1858, que se li havia aparegut una dama identificada com la Verge Maria a la gruta de Massavielha. Les autoritats eclesiàstiques van admetre les aparicions i des del 1907 se celebra la festa l'11 de febrer a tota l'Església Catòlica.
Al costat de la gruta on Bernadeta Soubirous va tenir 18 visions el primer que es va construir va ser la Basílica de la Immaculada Concepció, i després s'hi ha edificat la Basílica de Nostra Senyora del Rosari i la Basílica de Sant Pius X. L'àrea fa 52 hectàrees i té 22 llocs de culte. Amb dades del 2010, la visiten sis milions de persones l'any. Entre aquests pelegrins n'hi ha més de cent mil que arriben de les diverses Hospitalitats de la Mare de Déu de Lourdes. A Catalunya hi ha diverses d'aquestes hospitalitats.
El santuari de Lorda, juntament amb el de Torreciutat, Montserrat, Meritxell i el del Pilar conformen la Ruta mariana.
L'extraordinària popularitat que va assolir la devoció a la Mare de Déu de Lorda fa que arreu del món hi ha santuaris que li són dedicats, sovint amb una reproducció de la cova (o Gruta de Massavielha), un dels objectes devocionals característic del culte marià. Es poden esmentar, per exemple, els de Bogotà o Singapur. A Catalunya destaquen el Santuari de Lurda de la Nou de Berguedà o els que es troben a Arenys de Munt, Prats de Lluçanès, Tona, etc.
| |
| Vista aèria del Santuari de Lorda 1. Gruta de Massavielha 2. Basílica de la Immaculada Concepció 3. Basílica de Nostra Senyora del Rosari 4. Basílica de Sant Pius X 5. Església de Santa Bernadeta 6. Recepció Notre-Dame 7. Recepció Marie St-Frai 8. Aldea juvenil |

## Història
El santuari de la Mare de Déu de Lorda a França, va començar al segle xix. El 1858, de l'11 de febrer al 16 de juliol, una jove camperola de catorze anys, anomenada Bernadeta Sobirós, hi hauria vist una visió de la Mare de Déu mentre jugava al rierol amb la seva germana i amiga. La visió era Maria al costat d'un roser a l'entrada de la gruta de Massavielha, a la riba esquerra del rierol. Bernadette va veure aquesta visió divuit cops. Li va dir a la seva germana que no ho digués als seus pares, però ella era dolenta guardant secrets, així que els va dir als seus pares, que estaven enfadats amb ells i les van castigar i les va dir que no hi tornessin mai més, però hi va anar de totes maneres. Li van dir que apareixeria una font i que la gent vindria en processó.
En un terreny vorejat per un bucle del riu Gave de Pau hi ha un aflorament de roca anomenat Massavielha (que en occità vol dir «massa vella»). A l'aspecte nord d'aquesta roca, prop de la riba del riu, hi ha una cova poc profunda de forma irregular de forma natural, en la qual haurien tingut lloc les aparicions
Al moment de les aparicions, la cova era molt fora de la ciutat, en un terreny comú que els vilatans utilitzaven per pasturar animals, recollir llenya i com a abocador d'escombraries, i tenia la fama de ser un lloc desagradable.
La figura apareixia sempre en un lloc, un nínxol sobre la cavitat principal de la cova, en què creixia un roser silvestre. Entre les instruccions de la «Mare de Déu» hi havia «Aneu a beure de la font», «Aneu i digueu als sacerdots que construeixin aquí una capella» i «Feu que la gent vingui aquí en processó». Aquestes tres instruccions, en particular, havien de resultar fonamentals en el desenvolupament del lloc i les cerimònies.
L'interès públic per les aparicions va créixer i els visitants curiosos van començar a ser substituïts per pelegrins de cada vegada més llunyans, atretes per contundents històries d'aparicions i miracles.
Un sacerdot local, l'abé Dominique Peyramale, juntament amb el seu bisbe, monsenyor Bertrand-Sévère Mascarou Laurence, van comprar la gruta i els terrenys que l'envoltaven a la comuna el 1861, 3 anys després de les aparicions. Immediatament van començar a modificar l'àrea per fer-la més accessible als visitants i van començar a treballar per construir la primera de les esglésies, que ara es coneix com la cripta .
En 1864, l'escultor Joseph-Hugues Fabisch es va encarregar de crear una estàtua de la Mare de Déu de Lorda sobre la base de les descripcions de Bernadeta. Tot i que s'ha convertit en un símbol icònic de la Mare de Déu de Lorda, representa una figura que no només és més antiga i alta que la descripció de Bernadeta, sinó que també s'ajusta a les representacions ortodoxes i tradicionals de la Mare de Déu. L'estàtua descansa al nínxol on la Verge hauria aparegut a Bernadeta. El roser silvestre original va ser destruït poc després de les aparicions pels pelegrins que buscaven relíquies, però se n'hi ha posat un de més recent.
El 1910 es va decreatar una separació de l'Església i l'Estat a França i la propietat dels terrenys van va tornar a la ciutat. El llavors bisbe, François-Xavier Schoepfer, va impugnar aquesta confiscació i se li va permetre llogar el domini de la ciutat fins a l'esclat de la Primera Guerra Mundial el 1914.
Més tard, una visita a Lorda del mariscal Philippe Pétain, col·laboracionista amb els nazis, el 1941 va reconèixer el lloc oficialment. Els funcionaris de l'església van sol·licitar amb èxit a Pétain que l'Església recuperés la propietat del domini.

## Administració

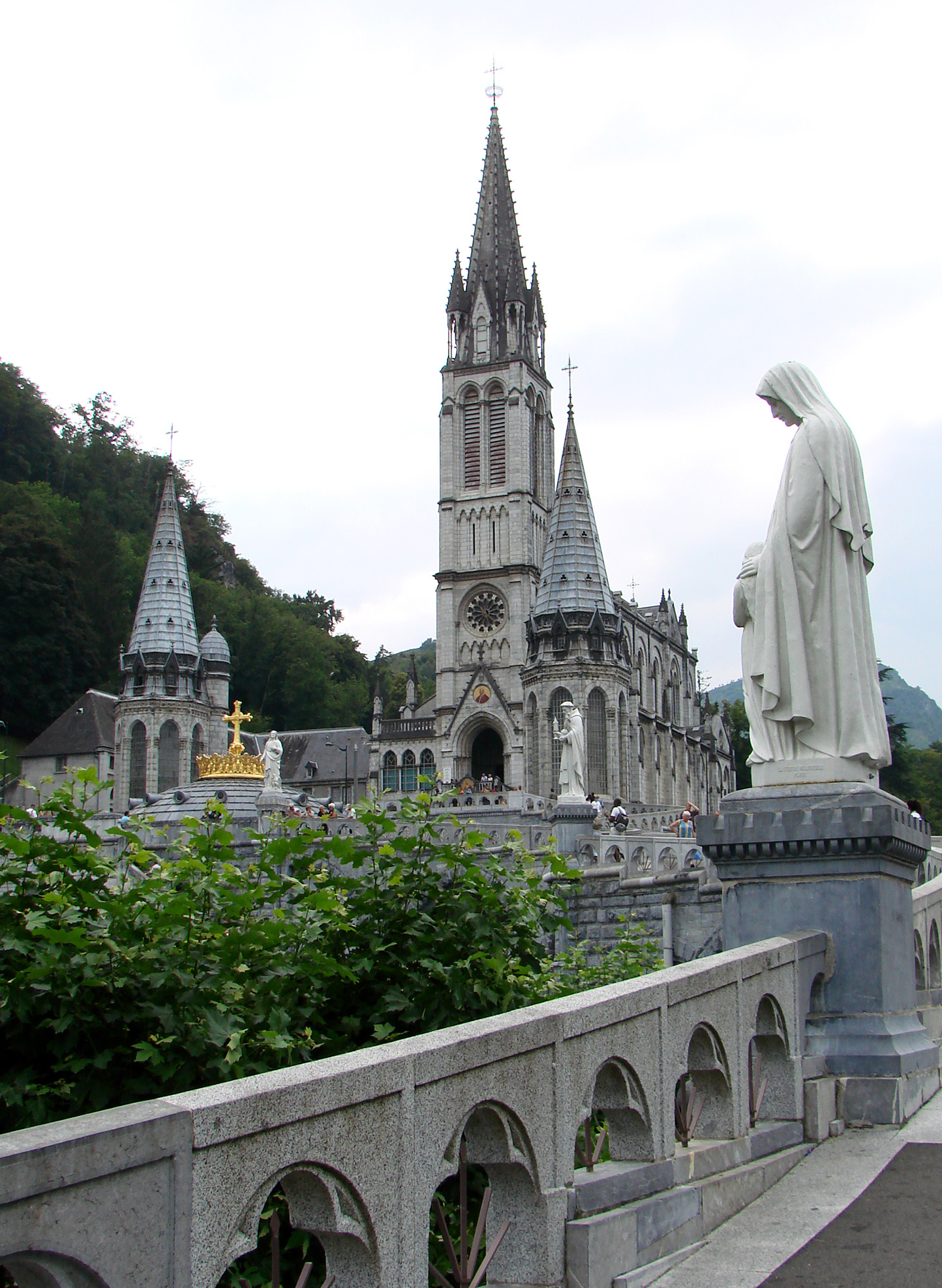
La basílica de la Immaculada Concepció, coneguda comunament com la basílica superior de Lorda.

El bisbe de Tarba i Lorda és responsable del govern espiritual del santuari executat per un rector. El Santuari està administrat independentment de la parròquia de Lorda, que és responsable de les necessitats espirituals dels mateixos lordanesos.
Trenta capellans a temps complet treballen al santuari, de diòcesis i comunitats religioses de tot el món. El 2010 hi havia 292 empleats laics a temps complet i 120 empleats estacionals més que treballaven en 63 divisions diferents, amb un pressupost anual de 18 milions d'euros, el 90% provinent de donacions.
El santuari està obert tot l'any. A l'hivern hi ha molts menys visitants, un horari reduït de serveis i activitats devocionals i no hi ha processons. La temporada d'hivern va des de l'1 de novembre (festa de Tots Sants) fins a Setmana Santa. L'11 de febrer festa de la Mare de Déu de Lorda, sol tenir lloc un programa complet d'activitats.
El Santuari està totalment actiu entre Setmana Santa i Tots Sants cada any i té un programa d'activitats devocionals que inclouen missa, processons, Adoració del Santíssim Sagrament i Sagrament de la Reconciliació. S'hi fan moltes activitats en diversos llengües; en alguns oficis la litúrgia es repeteix en diferents llengües.
El recinte és obert cada dia des de les 5 de la matinada fins a mitjanit; fora d'aquests temps, la gruta és accessible a través de la porta Lacets, darrere de la basílica superior.
Es calcula que dos-cents milions de persones han visitat el santuari des del 1860. L'Església Catòlica Romana ha reconegut oficialment setanta curacions miraculoses, la 70a de les quals va ser la cura de la germana Bernadette Moriau, reconeguda l'11 de febrer del 2018.
Al voltant de 800 tones de cera es cremen anualment en espelmes devocionals.
El santuari publica mensualment Lourdes News, amb notícies i articles destacats sobre el santuari i Lorda en general.

## Aigua de Lorda
L'aigua de Lorda brolla d'una font al mateix lloc on va ser descoberta per Bernadette. La font original es pot veure a la gruta, il·luminada des de baix i protegida per una pantalla de vidre. Els pelegrins beuen aigua de Lorda que tindria un poder curatiu. S'accedeix a l'aigua des d'aixetes individuals situades entre la gruta i els banys, l'aigua de Lorda va ser analitzada a fons per químics independents el 1858 i el 1859 i no sembla tenir un poder latent de curació i no té propietats científiques ni medicinals especials. Malgrat això, l'aigua és un símbol fort de devoció per als pelegrins de Lorda i molts compren estàtues i rosaris contenint vials petits o grans envasos de plàstic.

### Els banys
Cada any, uns 350.000 pelegrins es banyen a l'aigua dels banys (Piscines).Durant la temporada de pelegrinatge, els banys estan oberts de 8:30 a 12:30 i de 13:30 a 18:00 els dies laborables i de 10.00 a 12.00 / 14.00 a 16.00 diumenges i festius,

## Processons
Les processons se celebren al santuari. La Processó de les Torxes potser és la més coneguda i la més impressionant visualment.

### Processó del Santíssim Sagrament
La processó del Santíssim Sagrament se celebra cada dia a les cinc del vespre. La processó comença a l'altar a l'aire lliure de la prada que travessa el riu des de la gruta i és dirigida per pelegrins malalts seguits d'un sacerdot, bisbe o cardenal que porta un ostensori que conté el Santíssim Sagrament. Normalment, el portador del Santíssim Sagrament és protegit dels elements mitjançant un tendal o dosser mòbil, anomenat baldaquí, portat per quatre assistents. El Santíssim Sagrament s'acompanya de portadors que porten espelmes, encensers o altres símbols devocionals. Aquests portadors són ajudants laics escollits entre els pelegrins. Seguint directament darrere del Santíssim Sagrament, tant durant la processó com la Benedicció dels Malalts, hi haurà un grup representatiu de metges de les diverses peregrinacions. Per acabar, hi ha grups de pelegrins, dels quals alguns segueixen la bandera parroquial o diocesana. La processó travessa el riu, passant l'estàtua de la Coronada, al llarg de l'esplanada i baixant cap a la basílica subterrània de  sant Pius X, on es troben els pelegrins malalts a la part frontal de l'altar. Durant la processó hi ha meditacions, oracions, himnes i cants, en diversos llengües. Quan tots els participants s'han reunit, hi ha un temps d'adoració eucarística. Per mal temps, la processó es fa a l'interior de la basílica.

### Processó de torxes

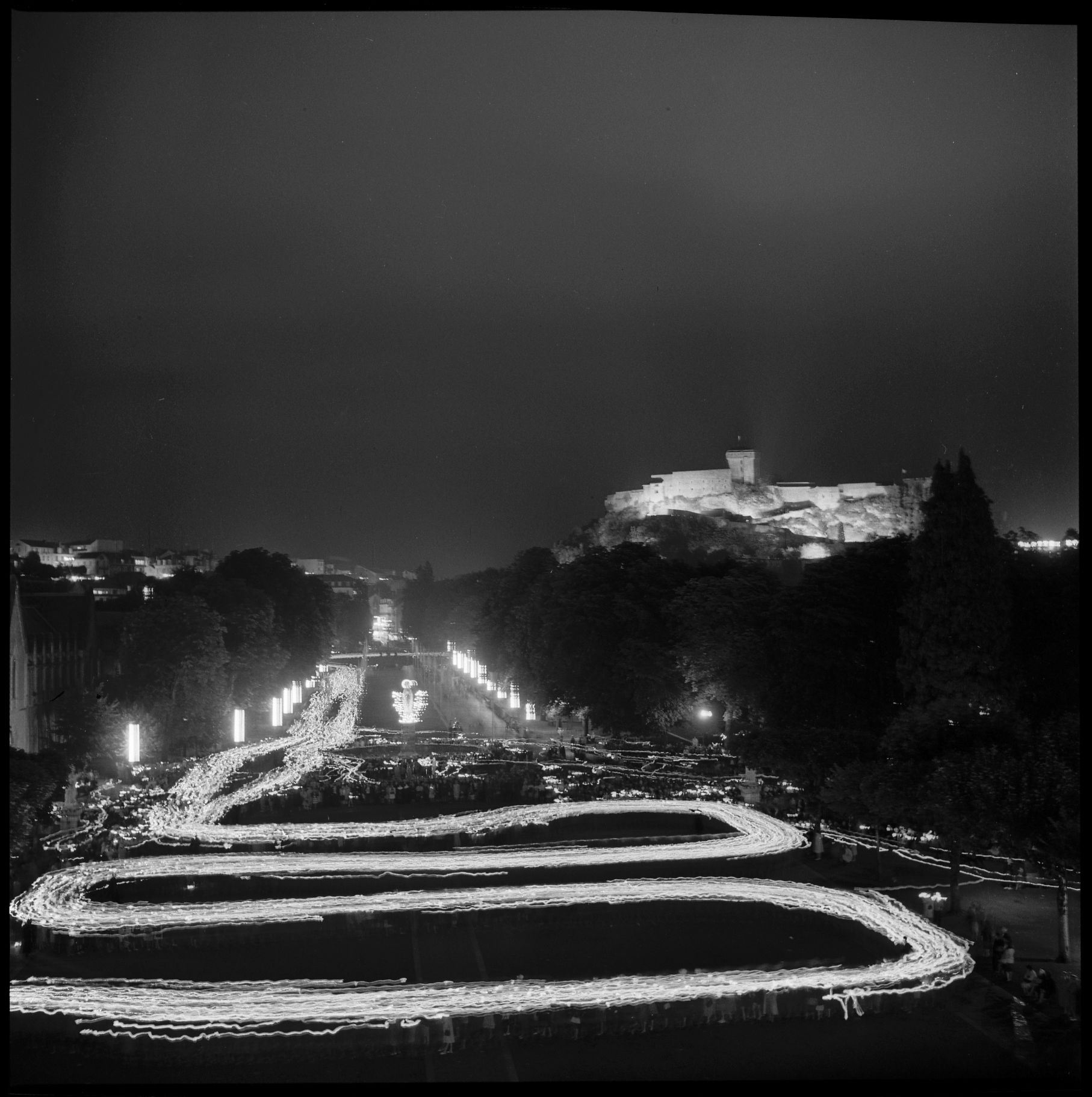
La processó de les torxes

La Processó Mariana de Torxes té lloc diàriament a les 21.00 hores. Comença a prop de la Gruta i continua al voltant de l'esplanada fins a la plaça del Rosari. Si fa temps violent, es pot celebrar una cerimònia interior a la basílica subterrània. La processó és dirigida per pelegrins malalts seguits de voluntaris que porten una rèplica de l'estàtua del Cabuchet de la Mare de Déu. La majoria dels participants porten una espelma.
El focus d'aquesta processó és el rosari. Es reciten les cinc dècades, generalment en diverses llengües. També es canta l'Himne de Lorda, amb versos en diferents idiomes. Es poden invocar intercessions seguides de la Laudate Mariam. Hi ha una benedicció final en llatí, i després una invitació a intercanviar el signe de pau amb companys pelegrins.

## Principals esglésies del santuari

### Cripta
La cripta va ser la primera de les esglésies que es va completar al santuari i avui és de les més petites. La construcció va ser iniciada pel sacerdot Peyramale i el bisbe Laurence. El pare de Bernadette va participar en la construcció i va ser present a la inauguració oficial, el diumenge de Pentecosta de 1866.
La nau és petita i destaca pels enormes pilars que suporten el pes de la basílica superior, construïda damunt.
La Cripta s'entra al llarg d'un passadís, l'entrada de la qual està dominada per una gran estàtua de bronze de Sant Pere, que sosté les claus del Regne del Cel. Al davant es troba una estàtua de Pius X. Les parets del passadís i la nau estan revestides de petites plaques de marbre, conegudes com a plaques ex vot, donades gràcies als favors espirituals rebuts.

### La Basílica Superior
La basílica de la Immaculada Concepció, coneguda àmpliament com a basílica superior, va ser la segona de les esglésies que es va completar, consagrada el 1876. Es tracta d'un impressionant i elaborat edifici d'estil gòtic, dissenyat per l'arquitecte Hyppolyte Durand, i que en un costat sembla per sortir directament de la roca de Massavielha (el santuari es troba directament a sobre de la gruta). Les parets estan revestides de plaques ex voto i pancartes de les peregrinacions nacionals oficials del passat. Té una sèrie de vitralls que representen diversos esdeveniments de la història de Lorda; les finestres del claristori representen Maria com la Segona Eva.
L'exterior està dominat per una agulla de 70 metres i dues agulles menors (no finalitzades fins al 1908). A sobre de l'entrada hi ha un mosaic que representa el Papa Pius IX, que va definir el dogma de la Immaculada Concepció el 1854.

### Basílica del Rosari
La basílica del Rosari és la tercera de les esglésies que es va acabar el 1899 i va ser dissenyada per l'arquitecte Leopold Hardy. Va ser consagrada el 1901 i té una capacitat de 1.500 fidels. El seu estil està influït per l'arquitectura romana d'Orient. La nau és oberta i circular, coberta per una cúpula. L'exterior de la cúpula està coronat per una dramàtica corona i una creu daurades, que van ser un regal dels irlandesos el 1924.
La façana exterior de la basílica es va modificar el 2007 per incloure una representació dels misteris lluminosos, que no formen part dels quinze tradicionals, sinó d'una versió ampliada del papa Joan Pau II el 2002.

### Estàtua coronada i plaça del Rosari

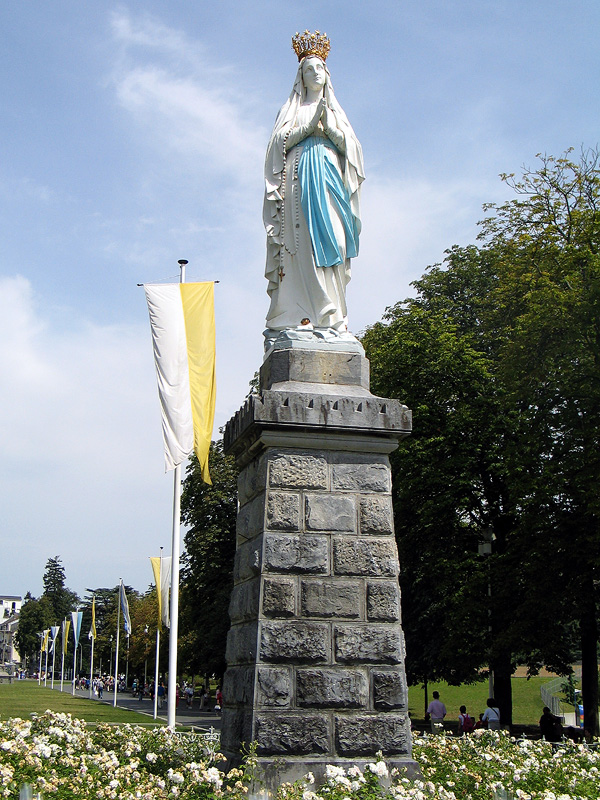
Estàtua de la Verge Coronada

L'espai obert davant de la basílica del Rosari es coneix com a plaça del Rosari.
Les entrades a la cripta i la basílica superior, totes dues construïdes a la part superior de Massavielha, estan molt per sobre del nivell del sòl. Per facilitar-ne l'accés, es van construir dues enormes rampes, que es corben cap a banda i banda de la plaça del Rosari. La imatge de l'entrada de la basílica del Rosari, flanquejada per les dues rampes i superada per les agulles de la basílica superior, s'ha convertit en un dels símbols icònics de Lorda, i el santuari ha adoptat una forma estilitzada d'aquesta imatge com a el seu logotip.
L'Estàtua de la Verge Coronada, sovint coneguda com a “Estàtua Coronada” (en francès: La Vierge Couronnée), s'alça a la plaça del Rosari des de la basílica del Rosari i dona a l'entrada. Aquesta destacada estàtua és un referent familiar i un punt de trobada tradicional. L'estàtua fa 2,5 m d'alçada i està fosa en bronze, pintada de blanc i blau amb els colors tradicionals. El seu rosari és d'estil birgittine i incorpora sis dècades.
Darrere de l'estàtua coronada hi ha l'Esplanada, una gran passarel·la oberta que s'utilitza per a les processons.

### Basílica subterrània
La basílica de Sant Pius X, coneguda com a basílica subterrània, és la més gran i controvertida de les esglésies del santuari. Va ser dissenyada per l'arquitecte Pierre Vago i completat el 1958 en previsió de l'enorme multitud que s'esperava a Lorda per al centenari de les Aparicions. Un edifici modern de formigó, és gairebé totalment subterrani (una part de l'edifici es troba sota el Boulevard Père Rémi Sempé, a sobre). Quan està ple, pot acollir 25.000 fidels.

### Església de Santa Bernadeta
El més recent dels principals centres de culte és l'església de Santa Bernadeta, que es va consagrar el 1988. Va ser construïda davant de la gruta de l'altra banda del riu, al lloc on es va situar Bernadette durant la darrera aparició.
L'església de Santa Bernadeta és un edifici modern amb relativament poc adorn. Va ser dissenyat per permetre la màxima llum natural possible a la nau i s'han utilitzat materials de colors clars, cosa que la fa notablement més brillant que la basílica subterrània. Va ser dissenyat per l'arquitecte Jean-Paul Felix.
També és un edifici més versàtil. La nau té capacitat per a 5.000 fidels asseguts i 350 cadires de rodes, però es poden dibuixar envans que divideixen la nau en trams més petits. A més, inclou l'hemicicle, una gran sala de conferències que es pot utilitzar per al culte i un assortiment de sales de conferències i sales més petites que es poden utilitzar per a activitats devocionals o no devocionals.

### Capella de la Reconciliació
La Capella de la Reconciliació ocupava antigament un lloc una mica més remot, a l'entrada de les estacions del Via Crucis. Va ser traslladat fa uns quants anys a una posició més destacada, a l'edifici conegut anteriorment com Accueil Notre Dame, prop de l'estàtua coronada i orientat a l'esplanada.
La Capella de la Reconciliació és una mica inusual, ja que no s'hi fan misses ni altres serveis; en canvi, es lliura completament al Sagrament de la Reconciliació. Els sacerdots de diferents països observen una llista de deures, cosa que significa que, a gairebé qualsevol hora del dia, els pelegrins d'Europa (i de tant en tant més lluny) poden trobar un sacerdot que rebra la confessió en la seva llengua.

### Capella de Sant Josep
La capella de Sant Josep, anomenada en honor del marit de Maria, Josep de Natzaret, es troba a l'extrem de l'Esplanada, a prop de la porta de Sant Miquel. És una església moderna de formigó, principalment subterrània, amb poca llum natural. També va ser dissenyat per Pierre Vago i va ser consagrada l'1 de maig de 1968. Disposa de 450 seients i espai per 80 cadires de rodes.

### Voltants de la gruta
Del 2014 al 2018 es va modificar els voltants de la gruta per facilitar el pas dels pelegrins per les diferents installacions a prop de la gruta. Es va construir una nova esplanada davant de la gruta, es van traslladar les antigues aixetes d'aigua fora de la gruta, es van crear noves fonts d'aigua per als pelegrins, es van renovar l'entrada dels banys i es va construir un pont nou. Al banc oposat es va construir les «capelles de llums» perquè els pelegrins encenguessin ciris.

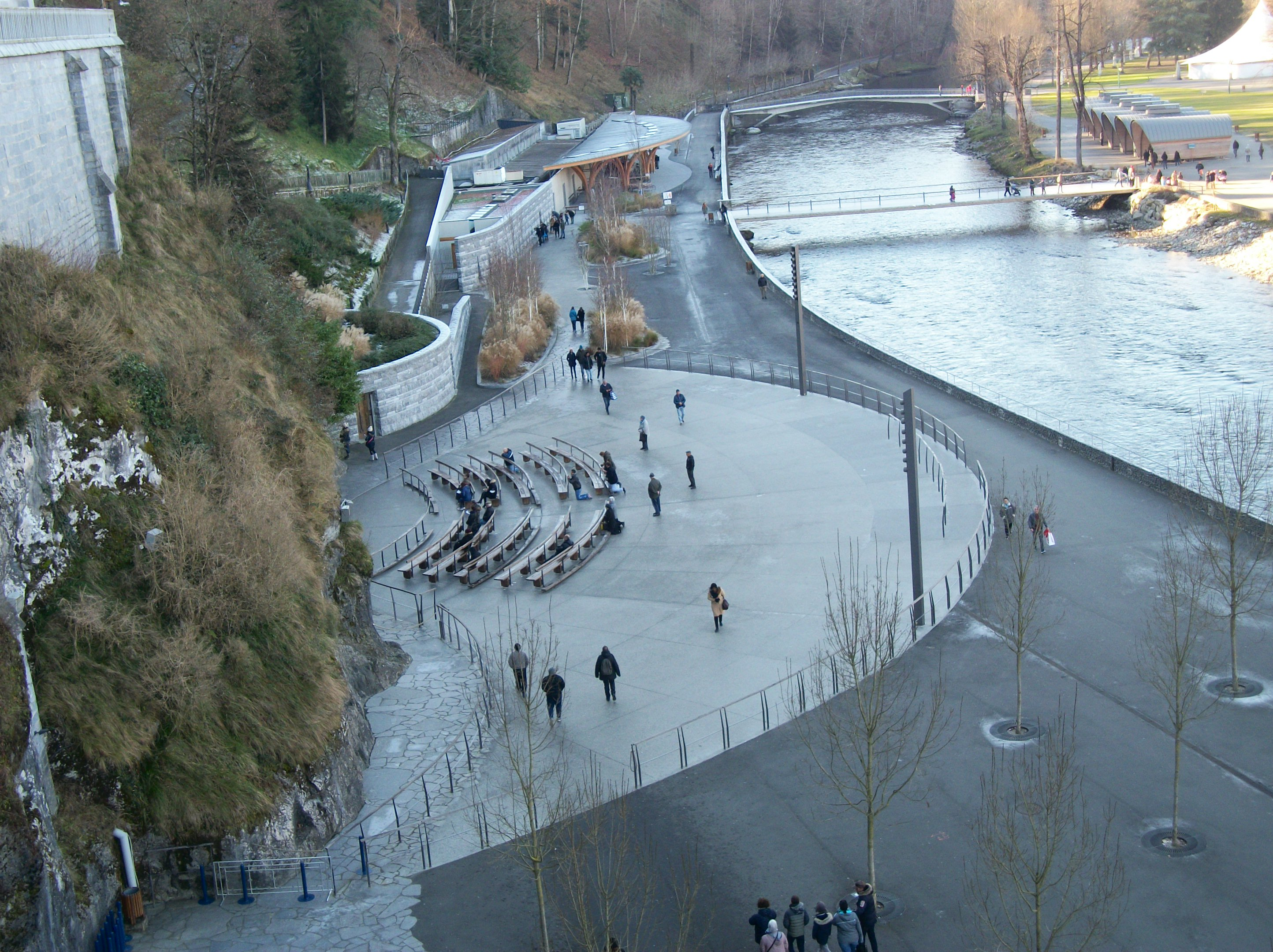
Nou espai davant de la Gruta de Massavielha
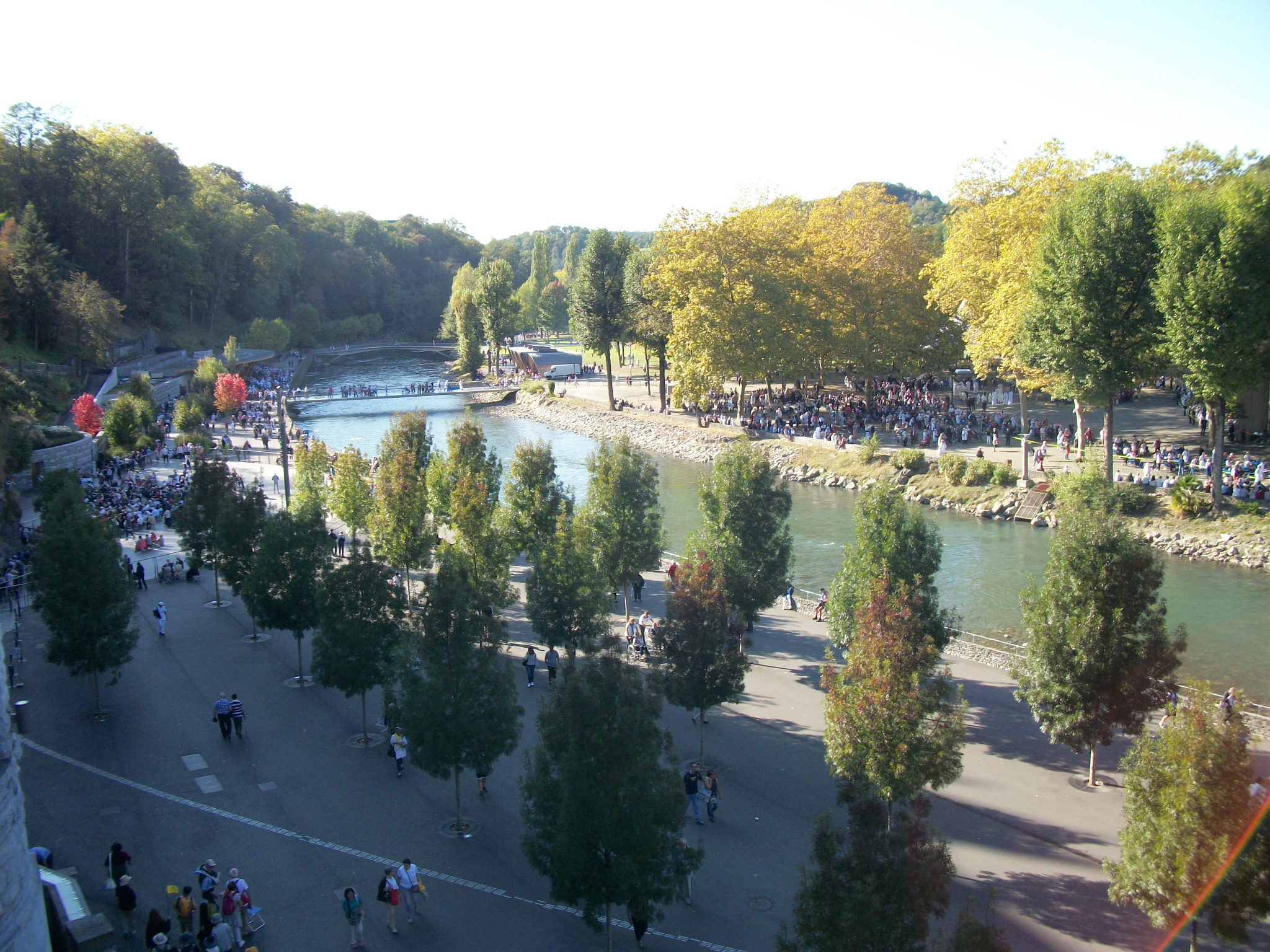
La nova zona boscosa aigües amunt de la Gruta
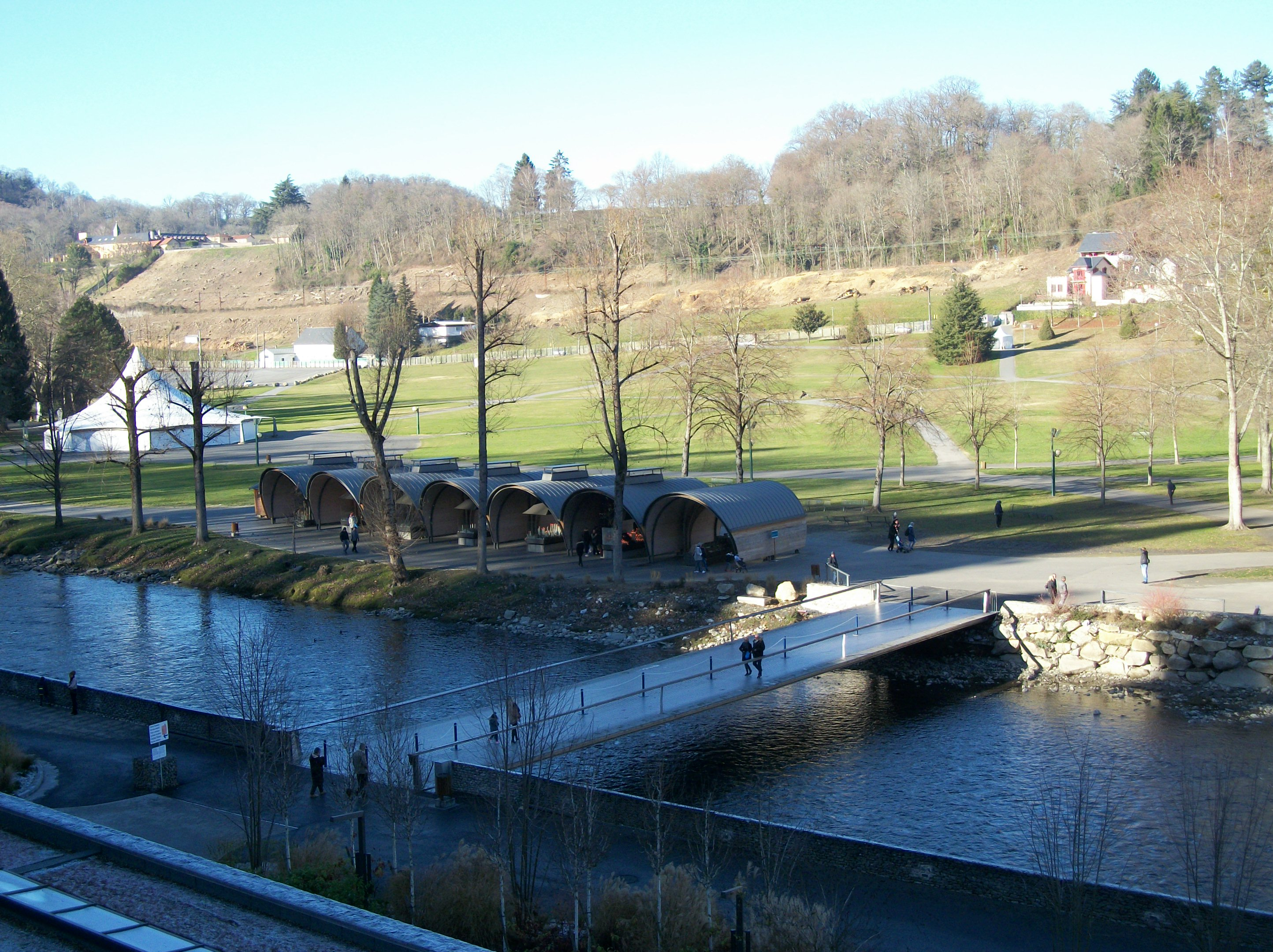
El nou pont de la Gruta pot aixecar-se en cas de la riuada de Gave
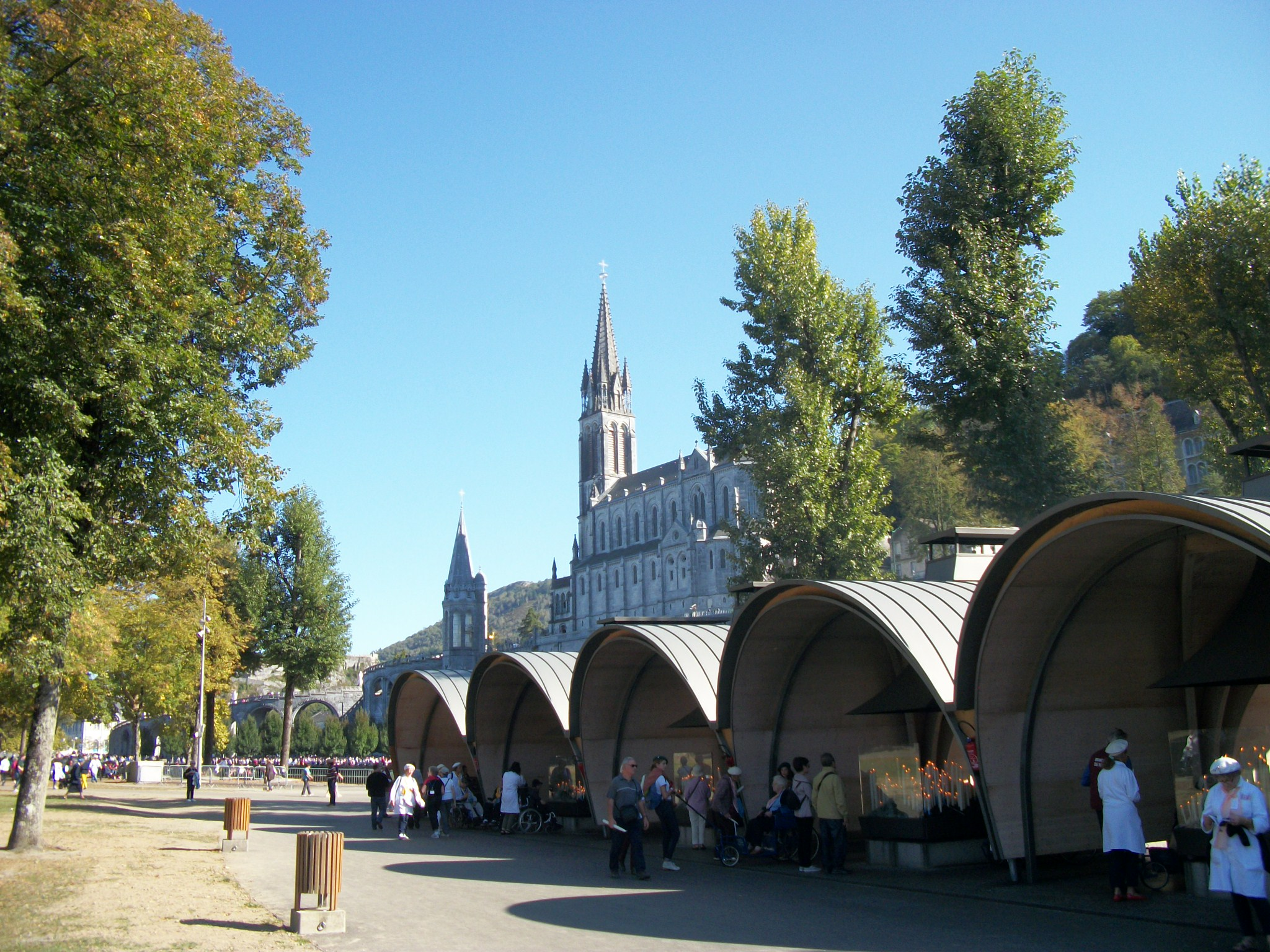
Les noves capelles de llànties
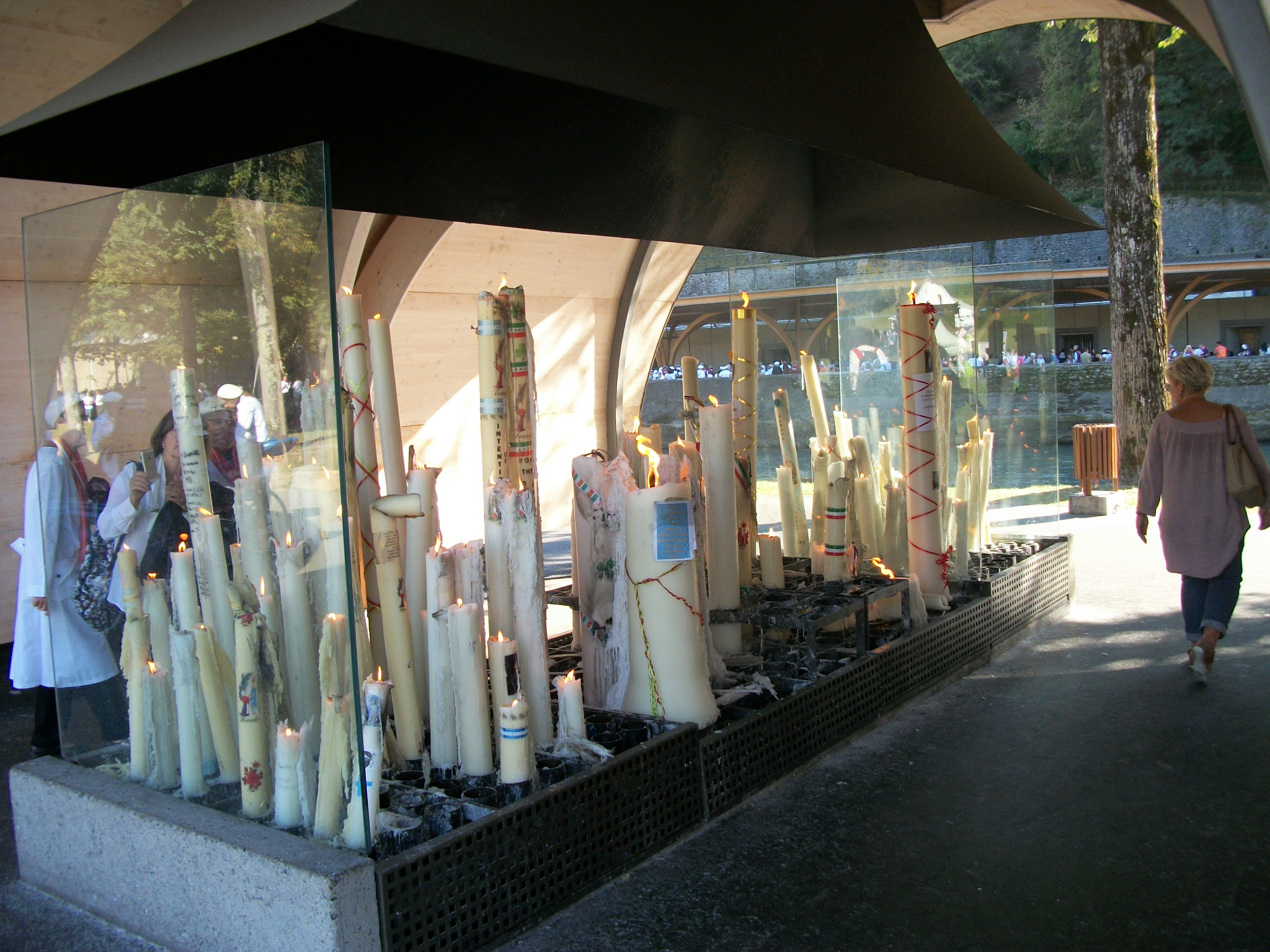
Les espelmes dins d'una capella de llànties
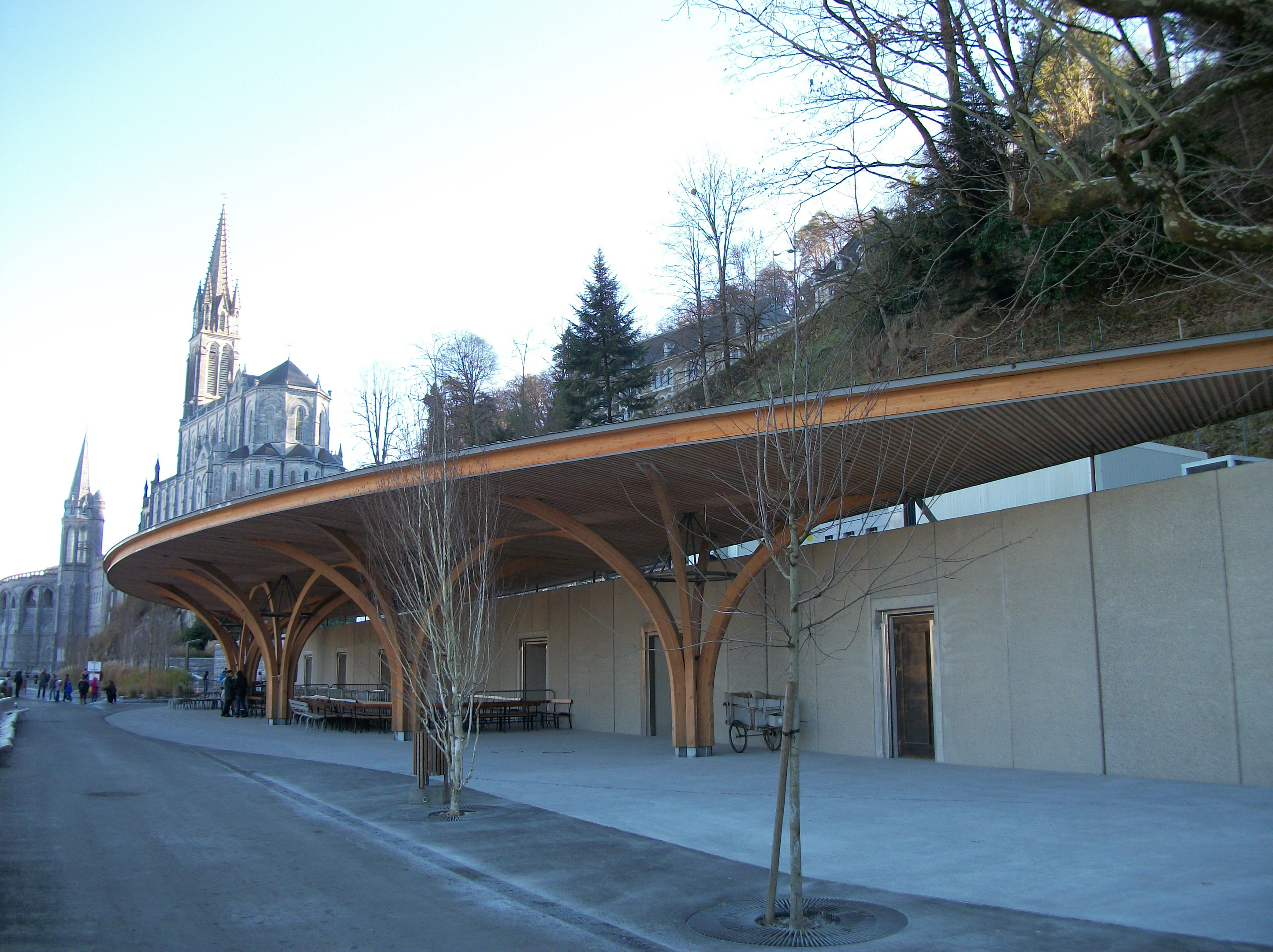
Nou tendal a l'entrada de les piscines
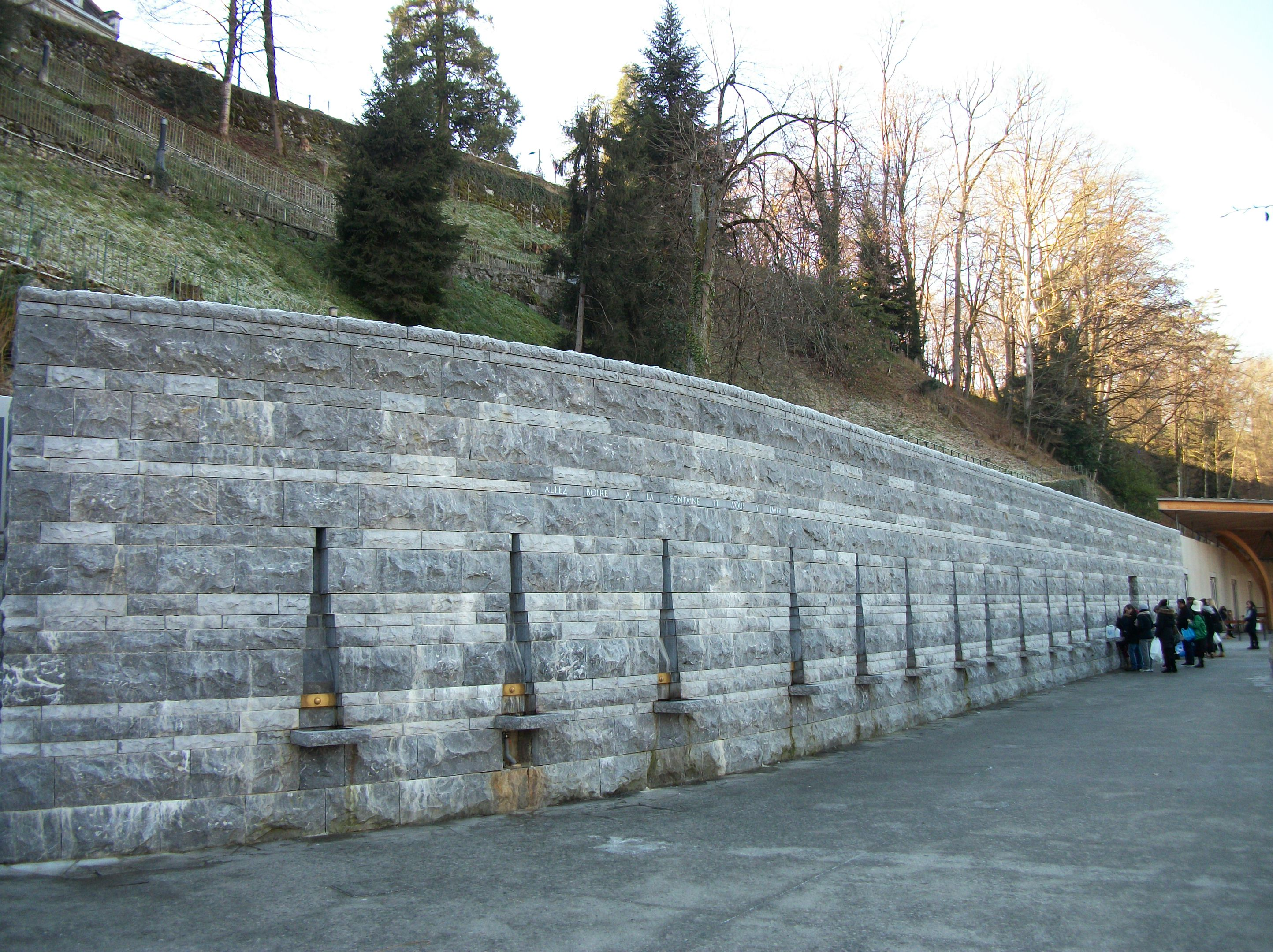
Les noves fonts

## La Gruta de Massavielha

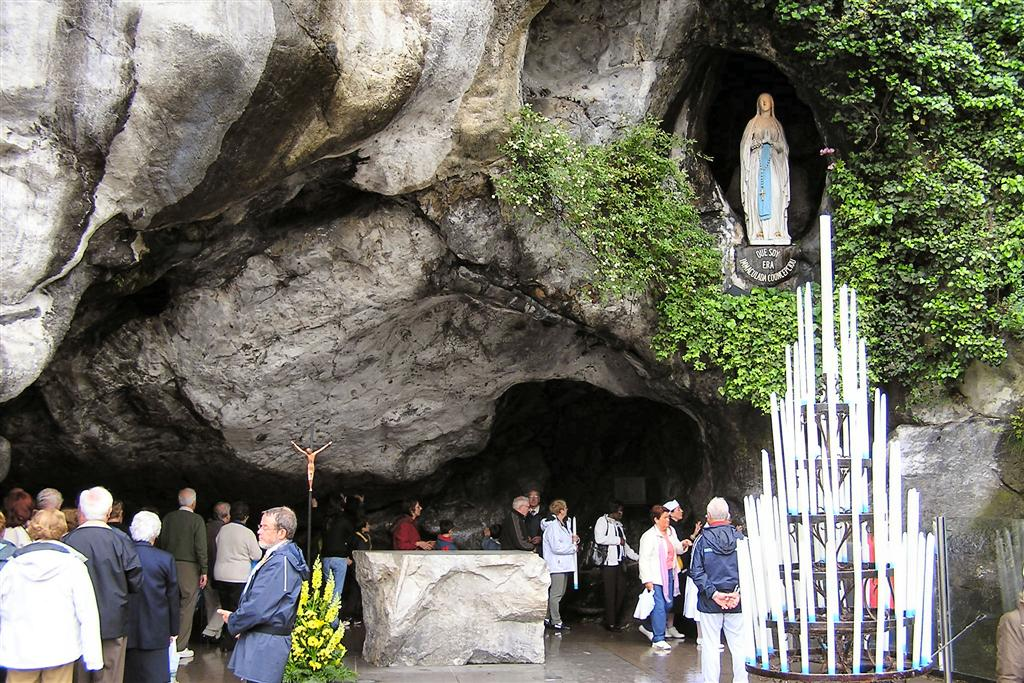
La Gruta de Massavielha

En contrast amb la grandesa de la plaça del Rosari i les diverses basíliques, la gruta de Massavielha, on van tenir lloc les visions de santa Bernadette, és molt senzilla i crua. El recés de la gruta no està decorat, tot i que s'hi ha col·locat un altar de pedra simple i un faristol perquè es pugui celebrar la missa. A sobre del recés principal hi ha el nínxol on van tenir lloc les aparicions i ara es troba l'estàtua de Fabisch. Un gran suport d'espelmes al costat de l'altar es manté cremat durant tot l'any. Durant la temporada de pelegrinatge, se solen celebrar dues misses de pelegrinatge cada matí a la gruta.
Es diu que la font que Bernadette va excavar es pot veure a la part posterior de la gruta, protegida per una tapa de vidre. Quan no se celebra la missa, els pelegrins poden passar per la gruta on és tradicional tocar les roques directament sota l'estàtua; de fet, tanta gent ha fet això que les pedres s'han polit. També a la part posterior de la gruta hi ha una caixa metàl·lica on es poden dipositar oracions o peticions escrites; es recullen diàriament i es cremen.
Les fileres de bancs permeten als visitants seure, resar o contemplar. Es demana als pelegrins que callin mentre es troben als voltants per crear un ambient de devoció. Un dels punts on Bernadette va resar a la Mare de Déu està marcat per una llosa especial.
Algunes de les parets de roca al voltant de la gruta presenten clars signes d'alteració intencionada, presumiblement per millorar l'accés dels pelegrins. Per tant, ja no queda clar quina era la configuració original de la gruta.
Almenys un relat contemporani descriu una sèrie de cambres darrere del nínxol de l'estàtua, a les quals només es pot arribar pujant «com un llangardaix» per escletxes de les roques.

## Accueils i hospitals

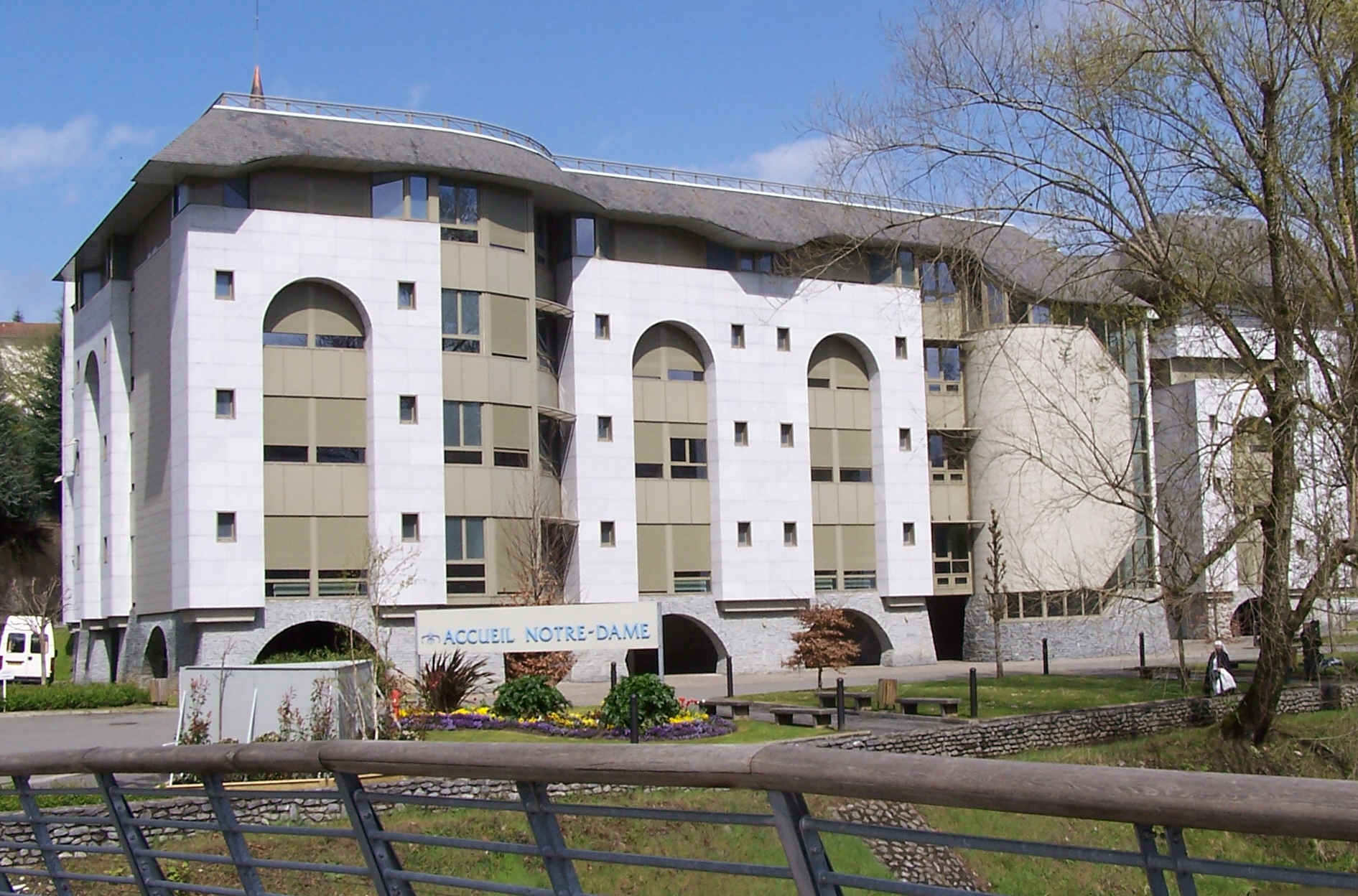
L'Accueil Notre Dame

A l'altre costat del riu, des de la gruta i les esglésies, hi ha l'Accueil Notre Dame, una moderna instal·lació construïda el 1996 per allotjar pelegrins malalts que s'estan a Lorda.
L'Accueil Notre Dame es va construir per substituir els dos accueils més antics que eren presents dins del santuari. L'antic Accueil Notre Dame es trobava davant de la basílica subterrània i ha estat remodelada àmpliament, dividint-se en dos edificis eliminant un tram. Un edifici ara conté la Capella de la Reconciliació, que antigament era el refectori, i també alberga el convent de les Germanes de la Caritat de Nevers. L'altra secció es coneix ara com Accueil Joan Pau II, i conté diverses capelles (per exemple, St Cosmes i St Damià), el lloc de primers auxilis i el dispensari i les oficines de l'Hospitalité. L'altra era la Accueil St. Bernadette, que es trobava a l'altre costat del riu des de l'antiga Accueil Notre Dame, i que va ser enderrocada per donar pas al nou.
Des de Setmana Santa de 1997, els pelegrins malalts de tot el món han estat allotjats a l'Accueil Notre Dame, un edifici modern i ventilat. L'Accueil està organitzat en dues ales, cadascuna de sis plantes, amb la zona de recepció a la planta baixa i el Transit Lounge a la cinquena. Cada pis d'un a quatre porta el nom d'un sant específic, amb santes dones honrades per un costat i masculines per l'altre. Cada pis té una zona central de refectori on els pelegrins es reuneixen per menjar.
Les habitacions, cadascuna amb bany i dutxa, tenen capacitat per a una a sis persones. Cada habitació té una finestra, amb algunes de les afortunades que tenen vista a la gruta, armaris i una taula i cadires. Cada habitació dona a una zona comunitària.
Uneix les dues cares l'Àrea d'Administració, amb dos ascensors panoràmics que porten els visitants a cada pis. Les oficines d'administració es troben al sisè i setè pis, i hi ha cuines a cada costat.
Normalment, els pelegrins arriben a l'Accueil Notre Dame en autobusos especialment adaptats, des de l'aeroport de Lorda o des de l'estació de tren, i són rebuts al saló de trànsit des d'on els porten a les seves habitacions.
Un altre lloc d'accés, lAccueil Marie St. Frai, es troba a poca distància del santuari; és similar pel que fa al disseny i l'atmosfera de lAccueil Notre Dame.

## La Prairie
A l'altra banda del Gave des de la gruta hi ha un espai ampli, obert i net, cobert d'herba i conegut en francès com la prairie, o en català, el prat.
Al cantó de la prairie hi ha la capella de l'Adoració, semblant a una tenda de campanya, consagrada el 1995 i dedicada íntegrament a la veneració del Santíssim Sagrament. També hi ha un altar a l'aire lliure per a les cerimònies a l'aire lliure.
A la prairie també hi ha una sèrie de portaespelmes anomenades «brulières», on els pelegrins poden col·locar espelmes de diferents mides. Alguns pelegrinatges transporten grans espelmes de les seves parròquies respectives. Les brulières són cuidades per feutiers, assistents que tenen com a missió assegurar-se que es cremen les espelmes de manera segura i uniforme i eliminar les safates de cera fosa que es recullen sota cada brulière.
El 2002 es va introduir el Camí de l'aigua, a través del Gave i lleugerament aigües avall de la Gruta. Consisteix en una sèrie de nou estacions on hi ha una petita font d'aigua de Lorda.

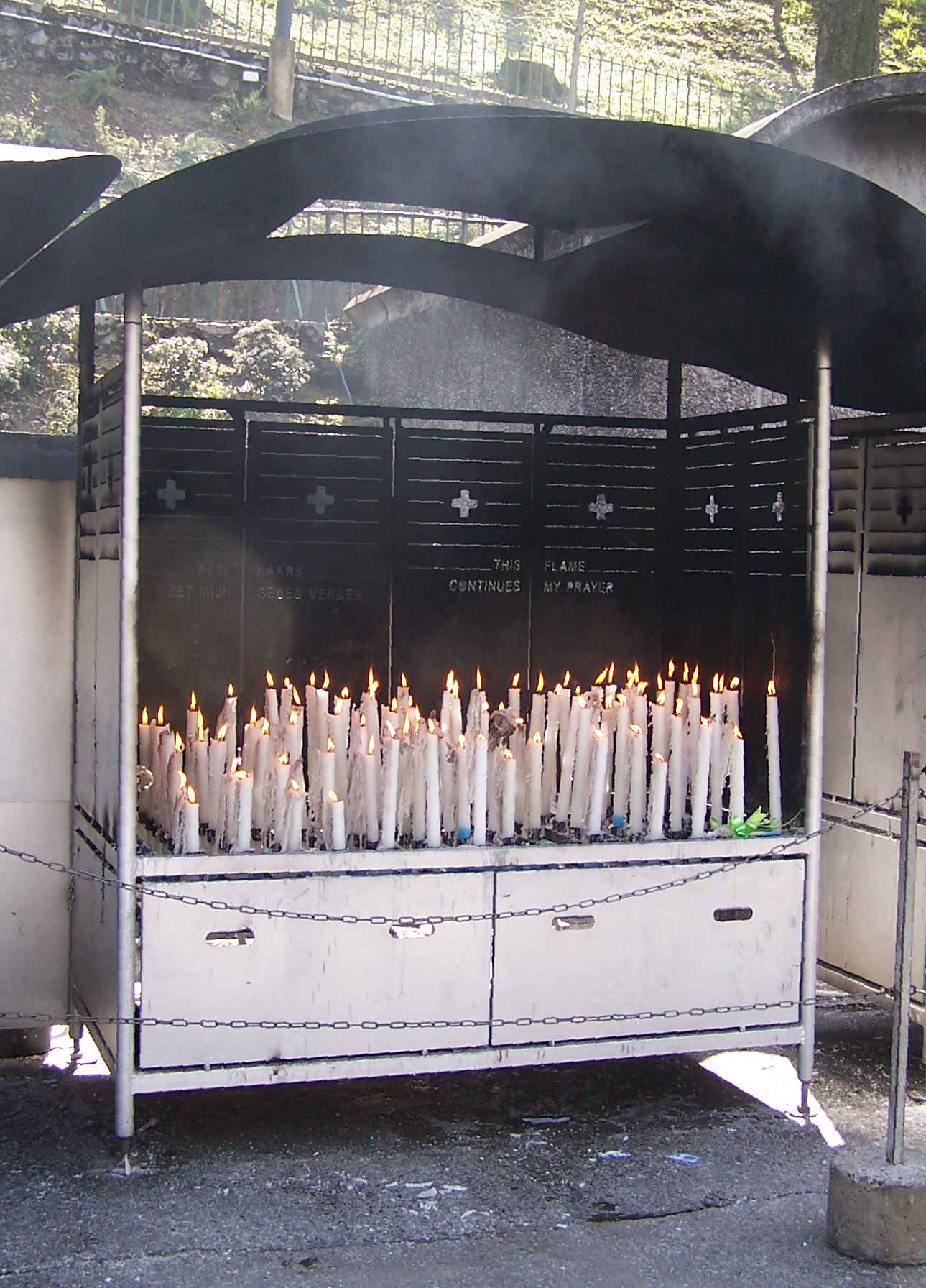
A typical brulière full of devotional candles

## Escepticisme i crítica
Des de la primera aparició de Lorda, hi ha hagut un intens debat sobre la seva veracitat. Els primers investigadors, inclòs el sacerdot Abbé Santuarique Peyramale i el cap de policia, Santuarique Jacomet, estaven inicialment convençuts que es tractava d'un engany (ambdós van canviar d'opinió més tard), i diversos investigadors han anomenat diversos aspectes del fenomen de Lorda en qüestió.
Les aparicions a Lorda van tenir lloc en el rerefons d'una rica xarxa de pietat popular, que era habitual a tota la regió pirinenca al segle xix. Durant les dècades anteriors al 1858, diversos nens de petits pobles pirinencs (a banda i banda de la frontera) van afirmar veure aparicions de la Mare de Déu en llocs remots. Molts consideren que Bernadette simplement repetia un truc ben provat per guanyar atenció i notorietat. Els creients argumenten que això no és probable, ja que Bernadette va afirmar que la Dama es deia a si mateixa «la Immaculada Concepció», referint-se a una doctrina establerta formalment només quatre anys abans, i que Soubirous potser no coneixia.
La moderna Lorda conté moltes botigues de records. A alguns visitants els pot desagradar el comercialisme de parts de Lorda, amb botigues amb decoració de neó que desborden allò que Malcolm Muggeridge, partidari del santuari, va anomenar « relíquies impertinents, el bric-a-brac de la pietat». Lorda ha estat anomenada «Disneyland de l'Església Catòlica». Els crítics argumenten que el fenomen de Lorda no és res més que un factor significatiu per a la ciutat i la regió, que per tant té un fort interès per mantenir els pelegrins L'Església, però, es distancia de la comercialització. Les moltes parades de quincalla són de propietat privada i els venedors ambulants estan estrictament prohibits a l'interior del santuari.
Molta gent continua escèptica sobre Lorda i el seu suposat poder curatiu, argumentant que qualsevol millora que ofereix el santuari no és més que l'efecte placebo i que les cerimònies i processons no són millors que la cura de la fe a gran escala.

## Història similar a la de Nostra Senyora de Guadalupe a Mèxic
L'origen d'aquest gran complex d'esglésies inspirat en una visió a França és similar a l'origen de la basílica de la Mare de Déu de Guadalupe a Mèxic. La visió de Bernadette Soubirous del 1858 que va donar lloc al creixement de Lorda és similar al cas de la visió de Juan Diego el 1531 a Mèxic. Tots dos sants van informar de visions en què una dama miraculosa en un turó els va demanar que sol·licitessin als sacerdots locals una capella al lloc de la visió. Ambdues visions feien referència a les roses. Com la Mare de Déu de Lorda a França, la Mare de Déu de Guadalupe és un símbol catòlic important a Mèxic i la basílica de la Mare de Déu de Guadalupe El complex és una de les esglésies catòliques més grans i visitades de les Amèriques.